# Franz Nerradt
Franz Nerradt (11. září 1817 Liberec – 30. prosince 1890 Liberec) byl rakouský podnikatel a politik německé národnosti z Čech, v 60. letech 19. století poslanec Říšské rady.

## Biografie
Působil jako obchodník v Liberci. V letech 1851–1862, 1866–1869 a 1873–1885 zde byl členem městské rady. Byl členem ředitelství liberecké městské spořitelny (a spoluzakladatelem tohoto finančního ústavu), v letech 1854–1860 i jejím cenzorem, v období let 1861–1882 jejím spoluředitelem a od roku 1882 ředitelem. Od roku 1862 byl členem organizace Verein fur Geschichte der Deutschen in Böhmen.
Angažoval se politicky. Krátce po řádných zemských volbách v roce 1861 byl v doplňovací volbě počátkem dubna 1861 zvolen na Český zemský sněm za kurii městskou, obvod Liberec. Rezignoval v říjnu 1866. Do sněmu se vrátil v doplňovacích volbách na jaře 1875. Nastoupil místo Gustava Roberta Große.
Působil také coby poslanec Říšské rady (celostátního parlamentu Rakouského císařství), kam ho delegoval Český zemský sněm (Říšská rada tehdy ještě byla volena nepřímo, coby sbor delegátů zemských sněmů). 12. listopadu 1864 složil slib.
Zemřel v prosinci 1890.